# Mike Jeffries
Michael ("Mike") Jeffries (Lynn (Massachusetts), 20 mei 1962) is een voormalig Amerikaans voetballer, die na zijn actieve loopbaan trainer werd. Hij is nu assistent-trainer van de Duke-universiteit.
Jeffries speelde professioneel voetbal in de North American Soccer League en in de Major Indoor League Soccer. Door een blessure in 1988 stopte hij met voetballen. Hij werd toen coach. Hij trainde onder andere Dallas Burn en was assistent-trainer bij Chicago Fire. Hij speelde in 1984 en 1985 drie keer mee met het Amerikaans voetbalelftal.